# Amicia
Amicia este un gen de plante aparținând familiei Fabaceae.

## Specii
Cuprinde 5 specii.